# 瓦可毛鼻鯰
瓦可毛鼻鯰，為輻鰭魚綱鯰形目毛鼻鯰科的其中一種，為熱帶淡水魚，分布於南美洲阿根廷淡水流域，體長可達6.9公分，棲息在岩石底質、流動緩慢的小溪、水塘底層水域，生活習性不明。

## 扩展阅读
維基物種上的相關：瓦可毛鼻鯰